# Hotel Britannia
Hotel Britannia was een hotel op de Boulevard Evertsen in Vlissingen. In 1886 werd op deze plek het Grand Hôtel des Bains gebouwd dat in 1924 Grand Hotel Britannia is gaan heten. Gedurende de Tweede Wereldoorlog vestigde de Duitse bezetters een stafhoofdkwartier in het hotel en tijdens de bevrijding van Vlissingen in november 1944 is het pand geheel verwoest. In 1955 en 1960 is op de plek van het oude Britannia een nieuw hotel gebouwd dat tot de sluiting in 1992 een roerige bestaansgeschiedenis heeft gekend. Het hotel wordt in de volksmond 'Brit' genoemd en is in 2010 voor een groot deel afgebroken.

## Grand Hôtel des Bains (1886-1924)
Initiatiefnemer tot de bouw van het Grand Hôtel des Bains was de toenmalige burgemeester van Vlissingen Arie Smit, die in 1875 scheepswerf De Schelde had opgericht. Smit was niet alleen industrieel maar had een heldere visie op de stad. Vlissingen moest zich profileren als een internationaal bekende badplaats.
Hoewel Vlissingen al enige bekendheid onder dagjesmensen genoot was er in de stad behoefte aan een hotel dat langere verblijfsrecreatie mogelijk maakte. De bouw van het hotel werd gefinancierd door de Antwerpse bankier Alex Browne de Tiege, die een fortuin had vergaard in Congo. Het hotel was ontworpen door de in Vlissingen wonende architect J.J. Nootenboom die eerder de gebouwen van het Belgisch en Nederlands loodswezen op de boulevard had gebouwd. De aanbesteding vond op 14 oktober 1885 plaats in Antwerpen met als laagste inschrijver aannemer W. Lock uit Steenbergen. Het twee verdiepingen tellende hotel werd gebouwd op de duinen net buiten Vlissingen, wat later Boulevard Evertsen zou gaan heten.
De bouw van het hotel op het oude 'Zandduin' begon op 16 oktober 1885, slechts twee dagen na de aanbesteding. Op 11 november werd de fundering gelegd en op 26 november 1885 kon al worden begonnen met het metselwerk. Ondanks dat de bouw in de wintermaanden enkele keren moest worden stilgelegd wegens vorst kon het hotel al op 26 juni 1886 in gebruik worden genomen. Het bij opening al monumentaal genoemde Grand Hôtel des Bains herbergde 56 kamers, 4 kleine salons, concertzaal, eetzaal, restaurant, grote 'hall', keuken, en een overdekte galerij. Buiten werd een groot terras aangelegd waar later ook de muziektent kwam te staan.
Met de bouw van het hotel had de gemeente Vlissingen zich verplicht een nieuwe toegangsweg aan te leggen die zou lopen van het Betje Wolffplein tot aan het badhuis en dan ook Badhuisstraat is gaan heten. Ook wordt er een tramhalte aan het einde van de Badhuisstraat aangelegd en gaan er meer trams tussen Vlissingen en buurgemeente Middelburg rijden. Later werd ook de voorzijde van het hotel van bestrating voorzien en ontstond de boulevard.
Voor de organisatie van concerten en andere festiviteiten werd een Vlissingse Kurzaal-vereniging opgericht die zich, wat chiquer, ook wel 'Sociéte Kurzaal Flessingue' noemde. De literaire en muzikale soirees van de vereniging zorgden ervoor dat er voor het eerst een stroom bezoekers van Middelburg naar Vlissingen ontstond, waar dit voorheen nog andersom het geval was. De activiteiten bleken zo succesvol dat na het eerste seizoen reeds werd besloten de grote zaal van het hotel te vergroten en ook geschikt te maken voor het opvoeren van toneelstukken. Tot 1904-1905 was het hotel een seizoensbedrijf dat ’s winters zijn deuren sloot.

## Grand Hotel Britannia (1924-1944)

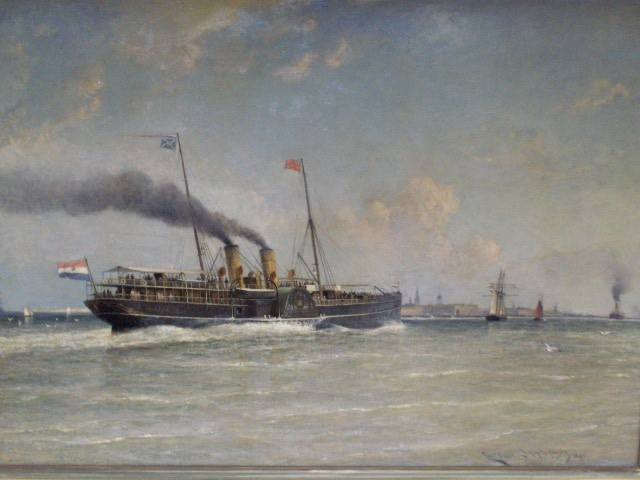
Raderboot 'Prins Hendrik' van de Stoomvaart Maatschappij Zeeland

Sinds de opening in 1886 is het Grand Hôtel met wisselend succes geëxploiteerd. In de jaren 20 van de twintigste eeuw was de situatie zelfs zo slecht dat werd gevreesd dat het hotel om speculatieve redenen in slopershanden zou vallen. Met ingang van 1 februari 1924 werd het hotel geëxploiteerd door de Stoomvaart Maatschappij Zeeland die het hotel op een openbare veiling had gekocht. De stoomvaartmaatschappij was zich sinds 1922 meer op Engelse toeristen gaan richten en met het oog op de nieuwe doelgroep werd de naam van het hotel veranderd in Grand Hotel Britannia. Als directeur werd B.J.H. van Dijk Soerewijn aangesteld die voorheen gerant van hotel Noordzeeboulevard in Vlissingen was. De nieuwe eigenaar moderniseerde het hotel op enkele punten waarna het op 19 april 1924 de deuren voor het eerst opende onder de naam Grand Hotel Britannia.
In de winter van 1924-1925 volgt een grootscheepse verbouwing en uitbreiding van het hotel waarbij architect J.J. Nootenboom in de arm wordt genomen, dezelfde architect die in 1885 het oorspronkelijke ontwerp voor het hotel maakte. Ter vergroting van het aantal kamers werd er een verdieping op het hotel gebouwd. Verder voorzag de uitbreiding in de aanleg van een galerij aan de voorzijde, een lift, meer sanitaire voorzieningen, een donkere kamer waar hotelgasten hun filmpjes konden ontwikkelen, werden de eetzalen verbouwd en kreeg de concertzaal zijn beroemde verende dansvloer. De capaciteit van het hotel was met de uitbreiding opgeschroefd tot 220 bedden.
Ook met een nieuwe eigenaar bleek het moeilijk te zijn om van het hotel een winstgevende onderneming te maken. De Stoomvaart Maatschappij Zeeland besluit in 1938 het hotel af te stoten en wordt er gezocht naar een koper voor het hotel. Net als in de jaren '20 het geval was ontstaat er een situatie waarin gevreesd wordt dat het hotel door speculanten wordt gekocht en plaats zal maken voor de bouw van huizen. Na de zomer van 1939 sluit het hotel de deuren. Dankzij de inspanningen van burgemeester C.A. van Woelderen is definitieve sluiting van het hotel voorkomen. Datzelfde jaar wordt de N.V. Britannia opgericht, waarin ook de gemeente Vlissingen deel heeft. Als uitbater wordt J.P. Tolhuizen aangetrokken die daarvoor directeur van hotel de Hooge Vuursche was. Grand hotel Britannia werd op 8 mei 1940 feestelijk heropend.

### Britannia tijdens de oorlog
Twee dagen na de heropening vielen Duitse troepen Nederland binnen en breken er opnieuw onzekere tijden aan voor Grand hotel Britannia. In de meidagen van 1940 is het hotel enige tijd in gebruik geweest als hospitaal nadat het Sint Josephziekenhuis was ontruimd. Aanvankelijk bleef het hotel geopend tot in 1942 de boulevard tot Sperrgebiet werd verklaard en deel ging uitmaken van de Atlantikwall. De Duitse bezetters situeerden in en om Hotel Britannia het hoofdkwartier van de 'Seekommandant Südholland', die het bevel voerde over alle eenheden van de Kriegsmarine die waren gelegerd langs de kust van Hoek van Holland tot aan Zeebrugge. Ter bescherming van de staf tijdens bombardementen werd in 1942 een tijdelijke hoofdkwartierbunker gebouwd die in 1943 werd vervangen door een bunker van een zwaardere gewapend betonconstructie ('Regelbau Fl 241'). Ook aan de achterzijde van het hotel en het achterliggende villapark werden bunkers gebouwd.
Juist de aanwezigheid van het Duitse hoofdkwartier zou noodlottig blijken voor Grand Hotel Britannia. Toen de geallieerde landing in de Vlissingse Slijkhaven op 1 november 1944 de bevrijding van de stad inluidde was niet alleen het hoofdkwartier van de 'Seekommandant' in de bunkers van Britannia gevestigd maar had ook de Vlissingse vestingcommandant die verantwoordelijk was voor de verdediging van de stad zich in de bunkers rond het hotel verschanst. Na twee dagen van gevechten in en rond de stad waren alleen het gebied rond de Buitenhaven en het hoofdkwartier in en om Grand Hotel Britannia nog in Duitse handen. In de vroege morgen van 3 november zetten commando's van de Royal Scots de aanval in op het hotel vanuit het achter de boulevard gelegen villapark. De tegenstand van de Duitsers die zich in en op het hotel hadden verschanst was hevig en de Schotse commando's verloren hun commandant en twee compagniescommandanten. Tijdens de gevechten werd het hotel door geallieerde fosforgranaten in brand geschoten waarna de Duitse troepen (zo'n 650 man) zich overgaven. Hoteldirecteur Tolhuizen en zijn echtgenote komen tijdens de strijd om het leven. Van het tot dan toe opmerkelijk ongeschonden Grand Hotel Britannia bleef na de gevechten niet meer over dan een smeulend geraamte.

## Nieuwbouw Hotel Britannia
Begin jaren vijftig worden er concrete plannen gemaakt een nieuw luxueus hotel te bouwen op de plek van het oude Britannia. De Koninklijke Maatschappij de Schelde, de grootste werkgever in de stad, had een stijlvolle gelegenheid nodig waar (internationale) gasten konden worden ontvangen. De in 1939 opgerichte N.V. Britannia bestond nog steeds en gaf in 1954 opdracht aan architect J.W.C. Boks uit Rotterdam om een ontwerp te maken voor een nieuw hotel Britannia. Op 12 april 1954 werd begonnen met de bouw van een nieuw café-restaurant met feest- en congreszalen en een dienstwoning.
Typerend aan de werkwijze van Boks was dat hij kunstenaars inschakelde bij het realiseren van zijn ontwerpen. Zo benaderde hij voor Hotel Britannia beeldhouwer en schilder Louis van Roode die de karakteristieke mozaïeken voor het hotel ontwierp. Dit eerste deel werd geopend op 2 april 1955. De hoogbouw met daarin de hotelkamers is ontworpen door Bram Middelkoop, een kantoorgenoot van Boks. Het hotelgedeelte werd eind juni 1960 in gebruik genomen en bestond uit 35 tweepersoonskamers. Alle kamers hadden uitzicht op zee, waren voorzien van een radio en een telefoon en bereikbaar via twee liften. Een deel van de kamers was tevens voorzien van een eigen loggia.

## Sluiting en verval
In 1992 sloot de toenmalige eigenaar van hotel Britannia de deuren van het hotel en werd het interieur ontmanteld met de bedoeling het hotel af te breken en er nieuwbouw voor in de plaats te bouwen.